# 38º parallelo: missione compiuta
38º parallelo: missione compiuta (Pork Chop Hill) è un film del 1959 diretto da Lewis Milestone.
Racconta la battaglia di Pork Chop Hill del 1953, una delle battaglie conclusive della Guerra di Corea.

## Trama
Aprile 1953, il conflitto in Corea sta per terminare. Una pattuglia americana riceve dal colonnello Davis l'ordine di impadronirsi a qualsiasi costo di Pork Chop, una collina tenuta dai nordcoreani. In cima alla collina, puntando sul fattore psicologico, i nordcoreani hanno installato altoparlanti che invitano gli americani a ribellarsi e a disertare. Quando il tenente Clemens dà il segnale di attaccare, i soldati si ritrovano in mezzo a una tempesta di ferro e di fuoco. Molti cadono e Clemens, con i pochi superstiti, viene accerchiato dall'attacco nemico. Disperato, il tenente chiede l'invio di rinforzi, ma questi tardano ad arrivare. Il comando insiste: bisogna a tutti i costi mantenere la posizione. A costo di durissime perdite, i marines occupano la postazione e la difendono. Quando arrivano i rinforzi richiesti, i pochi sopravvissuti scendono muti il declivio della collina, fra il sangue dei loro commilitoni. 

## Produzione
Al suo secondo film come produttore, dopo Il grande paese, Gregory Peck scelse come tema la guerra di Corea e comprò per una cifra risibile i diritti del celebre resoconto di S. L. A. Marshall sulla conquista del Pork Chop Hill. Affidò la regia a Lewis Milestone, autore del più classico tra i film antimilitaristi (All'ovest niente di nuovo), non tanto per il bisogno di denunciare nuovamente le follie della guerra, quanto per sottolineare la differenza agghiacciante tra come gli ufficiali considerano una azione tattica volta a intimidire l'avversario e come, di fatto, la considera chi vi è coinvolto di persona.
La sceneggiatura era basata sull'azione di conquista di pochi metri di collina, nell'aprile 1953, da parte di un piccolo plotone: un'azione eroica, ma molto costosa in termini di vite umane. Di fatto l'episodio avvenne mentre le parti in conflitto stavano già negoziando la pace e la decisione americana di sferrare l'attacco al Pork Chop Hill serviva solo per non perdere la faccia di fronte ai nord-coreani. Per la confusione che regnava nei comandi, e per essersi esposti per errore al fuoco delle proprie linee, gli americani persero inutilmente numerose vite umane; il fatto che questo episodio presto sia stato fatto dimenticare rende il film ancora più significativo. Peck volle recitare la parte del tenente Clemens (che in questo film fu anche consulente tecnico alla produzione), convinto di dovergli dare un carattere coraggioso ma non eroico. Milestone avrebbe voluto invece che il personaggio fosse stato interpretato in maniera meno convenzionale, e questo fu uno dei motivi di screzio fra i due. 
Le riprese ebbero inizio il 19 maggio 1958 in California tra il Westlake Village e la San Fernando Valley. Due mesi prima era stata inviata in zona una squadra di operai che avevano scavato le trincee che sarebbero servite per il film. Erano state programmate cinque settimane di riprese, ma ne occorsero due in più, in quanto lo stesso Gregory Peck volle dirigere alcune scene. Il film, una volta montato, fu poi decurtato di circa 20 minuti senza il consenso del regista, perché sembra che Veronique Passani, moglie di Gregory Peck, si fosse lamentata perché suo marito compariva in scena a film inoltrato.

## Distribuzione
Il film è stato distribuito negli USA il 29 maggio 1959.